# Civic Drive megállóhely
Civic Drive megállóhely a Metropolitan Area Express kék vonalának megállója az Oregon állambeli Greshamben.
A megálló a megnyitástól 2012 szeptemberéig, a zónarendszer felszámolásáig a hármas tarifazónába tartozott.
A megálló szélső peronos kialakítású.

## Történet
A megálló építése 1996-ban kezdődött; a kivitelezés az 1993-as, a greshami belvárosra irányuló fejlesztési tervben leírt Civic körzethez kapcsolódott. Forráshiány és a környék lassú fejlődése miatt a megálló befejezését határozatlan időre elnapolták, az építési területet pedig elkordonozták.
A TriMet 2009 márciusában közzétett beszámolója szerint az év nyarán folytatni szerették volna a munkálatokat, a megnyitást pedig 2010 őszére tervezték. Az alapkő-letétel 2010 májusában volt; a munkálatokra 1,76 millió dollárt különítettek el, a végső költségek 3 millióra rúgtak. A megállót végül 2010. december 1-jén nyitották meg.

## Összehasonlítás Cascades megállóhellyel
A piros vonal Cascades megállója esetén szintén a kiszolgálni kívánt környezet lassú kialakulása okozott késéseket; az a megálló 2001 helyett 2006-ban nyílt meg.
Civic Drive megállóhellyel ellentétben a Cascades megállóját a jegykiadó-automatát és a szélfogók üvegeit leszámítva teljesen készre építették, míg a Civic Drive-nál mindössze az alapvető építési feladatokat vitték végbe.
| Előző állomás                                                   |  | Metropolitan Area Express |  | Következő állomás                             |
| --------------------------------------------------------------- |  | ------------------------- |  | --------------------------------------------- |
| Ruby Junction/E 197th Avetovább Hatfield Government Center felé |  | Kék vonal                 |  | Gresham City Halltovább Cleveland Avenue felé |

## Fordítás
- Ez a szócikk részben vagy egészben  a   Civic Drive MAX Station című angol Wikipédia-szócikk ezen változatának fordításán alapul.  Az eredeti cikk szerkesztőit annak laptörténete sorolja fel. Ez a jelzés csupán a megfogalmazás eredetét és a szerzői jogokat jelzi, nem szolgál a cikkben szereplő információk forrásmegjelöléseként.